# Aborichthys garoensis
Aborichthys garoensis је врста малене рибе која живи само по маленим рекама богате кисеоник ом и са шљунковитим дном на планимнама Гаро у Индији.
Ова малена риба, која нарасте тек до 3.8 центиметара, рибарима је незанимљива, али је због уништавања станишта можда постала угрожена.
A. garoensis налик је осталим врстама овог рода са карактеристичним брковима код устију и вертикалним пругама по телу.